# Municipio de Negotino
El municipio de Negotino (en idioma macedonio: Општина Неготино) es uno de los ochenta y cuatro municipios en los que se subdivide administrativamente Macedonia del Norte. Su capital es Negotino.

## Geografía
Este municipio se encuentra localizado en el territorio que abarca la región estadística de Vardar.

## Población
La superficie de este municipio abarca una extensión de territorio de unos 426,46 kilómetros cuadrados. La población de esta división administrativa se encuentra compuesta por un total de 19.212 personas (según las cifras que arrojaron el censo llevado a cabo en el año 2002). Mientras que su densidad poblacional es de unos 45 habitantes por cada kilómetro cuadrado aproximadamente.
En la capital municipal Negotino viven algo más de dos tercios de la población. El resto de la población municipal se reparte en los siguientes pueblos: Brusnik, Vešje, Vojšanci, Gorni Disan, Dolni Disan, Dubrevo, Janoševo, Kalanjevo, Krivolak, Kurija, Lipa, Pepelište, Pešternica, Timjanik, Tremnik, Crveni Bregovi, Djidimirci y Šeoba.